# لينا مورغنشتيرن
لينا مورغينسترن (بالألمانية: Lina Morgenstern )‏ (و. 1830 – 1909 م) هي كاتِبة، وسياسية، وصحفية ألمانية، ولدت في فروتسواف، توفيت في برلين، عن عمر يناهز 79 عاماً.